# Divize C 1993/1994
V soubojích 29. ročníku České divize C 1993/94 se utkalo 16 týmů dvoukolovým systémem podzim – jaro. Tento ročník začal v srpnu 1993 a skončil v červnu 1994.

## Nové týmy v sezoně 1993/94
Z ČFL 1992/93 sestoupilo do Divize C mužstvo TJ Náchod. Z krajských přeborů postoupila vítězná mužstva ročníku 1992/93: SK Sparta Kutná Hora z Středočeského přeboru, FK Admira/Slavoj z Pražského přeboru, FC Slovan Liberec „B“ z Severočeského přeboru a SK Chrudim z Východočeského přeboru.

## Kluby podle přeborů
- Východočeský (9): SK Chrudim, TJ Náchod, SKP Fomei Hradec Králové „B“, FK Trutnov, TJ Tesla Pardubice, TJ Milíčeves, FK Agria Choceň, SK Holice, SK Vysoké Mýto.
- Severočeský (1): FC Slovan Liberec „B“.
- Středočeský (2): SK Sparta Kutná Hora, TJ Spartak Kolín
- Pražský (3): SSK Motorlet Praha, FK Admira/Slavoj, TJ ČKD Kompresory Praha
- Jihočeský (1): FK Pelhřimov.

## Výsledná tabulka
Zdroj: 
| Poř. | Tým                          | Z  | V  | R  | P  | VG | OG | B  |
| ---- | ---------------------------- | -- | -- | -- | -- | -- | -- | -- |
| 1.   | SK Chrudim                   | 30 | 23 | 4  | 3  | 64 | 14 | 50 |
| 2.   | FC Slovan Liberec „B“        | 30 | 15 | 7  | 8  | 49 | 39 | 37 |
| 3.   | TJ Náchod                    | 30 | 15 | 5  | 10 | 46 | 38 | 35 |
| 4.   | SKP Fomei Hradec Králové „B“ | 30 | 12 | 10 | 8  | 45 | 30 | 34 |
| 5.   | FK Trutnov                   | 30 | 12 | 9  | 9  | 48 | 40 | 33 |
| 6.   | FK Admira/Slavoj             | 30 | 9  | 11 | 10 | 39 | 39 | 29 |
| 7.   | TJ ČKD Kompresory Praha      | 30 | 8  | 13 | 9  | 33 | 35 | 29 |
| 8.   | SK Sparta Kutná Hora         | 30 | 11 | 7  | 12 | 34 | 41 | 29 |
| 9.   | TJ Tesla Pardubice           | 30 | 11 | 5  | 14 | 42 | 48 | 27 |
| 10.  | SSK Motorlet Praha           | 30 | 10 | 7  | 13 | 42 | 55 | 27 |
| 11.  | TJ Milíčeves                 | 30 | 11 | 4  | 15 | 38 | 42 | 26 |
| 12.  | FK Agria Choceň              | 30 | 8  | 10 | 12 | 30 | 37 | 26 |
| 13.  | FK Pelhřimov                 | 30 | 9  | 8  | 13 | 37 | 46 | 26 |
| 14.  | TJ Spartak Kolín             | 30 | 10 | 5  | 15 | 31 | 39 | 25 |
| 15.  | SK Holice                    | 30 | 8  | 8  | 14 | 33 | 42 | 24 |
| 16.  | SK Vysoké Mýto               | 30 | 8  | 7  | 15 | 41 | 67 | 23 |

Poznámky:
- Z = Odehrané zápasy; V = Vítězství; R = Remízy; P = Prohry; VG = Vstřelené góly; OG = Obdržené góly; B = Body
- O pořadí klubů se stejným počtem bodů rozhodly vzájemné zápasy.

|  | Postup do ČFL 1994/95                           |
|  | Sestup do příslušného krajského přeboru 1994/95 |